# 南海21000系電車
南海21000系電車（なんかい21000けいでんしゃ）は、かつて南海電気鉄道に在籍していた一般車両（通勤形電車）。登場当時は21001系を称していた。
なお、本稿では、旧形車から機器を流用した同形車の21201系電車についても記述する。
高野線山岳区間への直通運転（大運転）対応車として、初めてカルダン駆動を採用した車両である。現行の2000系・2300系へと連なる「ズームカー」の系譜の嚆矢となった。増備車であり、南海線7100系と類似する直線基調のデザインに改められた22000系との対比から、「丸ズーム」と呼ばれていた。

## 概要
1958年（昭和33年）から1964年（昭和39年）にかけて、モハ21001-モハ21100-モハ21100-モハ21001の全電動車方式による4両編成8本32両が、地元・大阪府堺市に所在していた帝國車輛工業で新製され、南海では1997年（平成9年）まで使用された。クロスシート車は、30000系登場までは、臨時「こうや」に使用されることもあった。

## 構造

### 車体

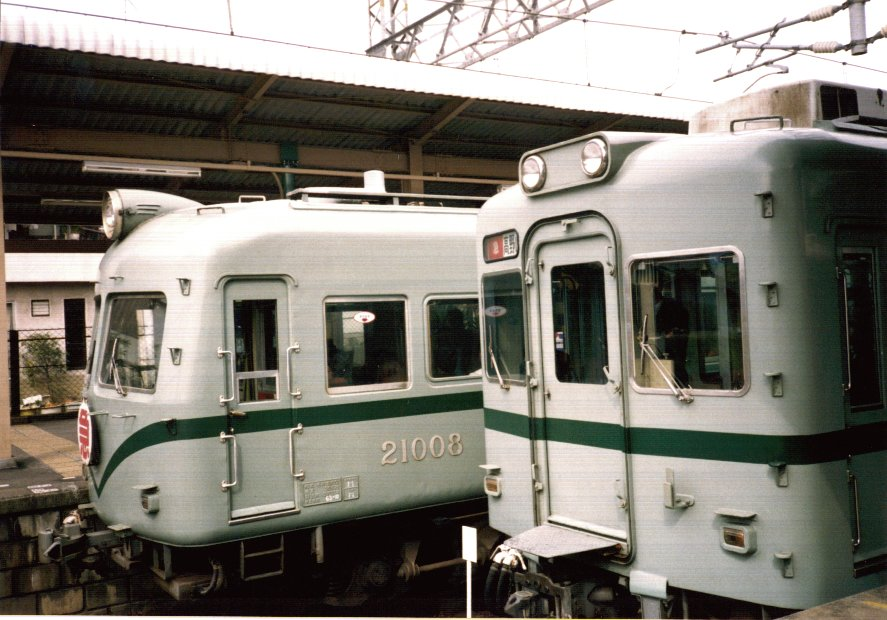
22000系（手前）と

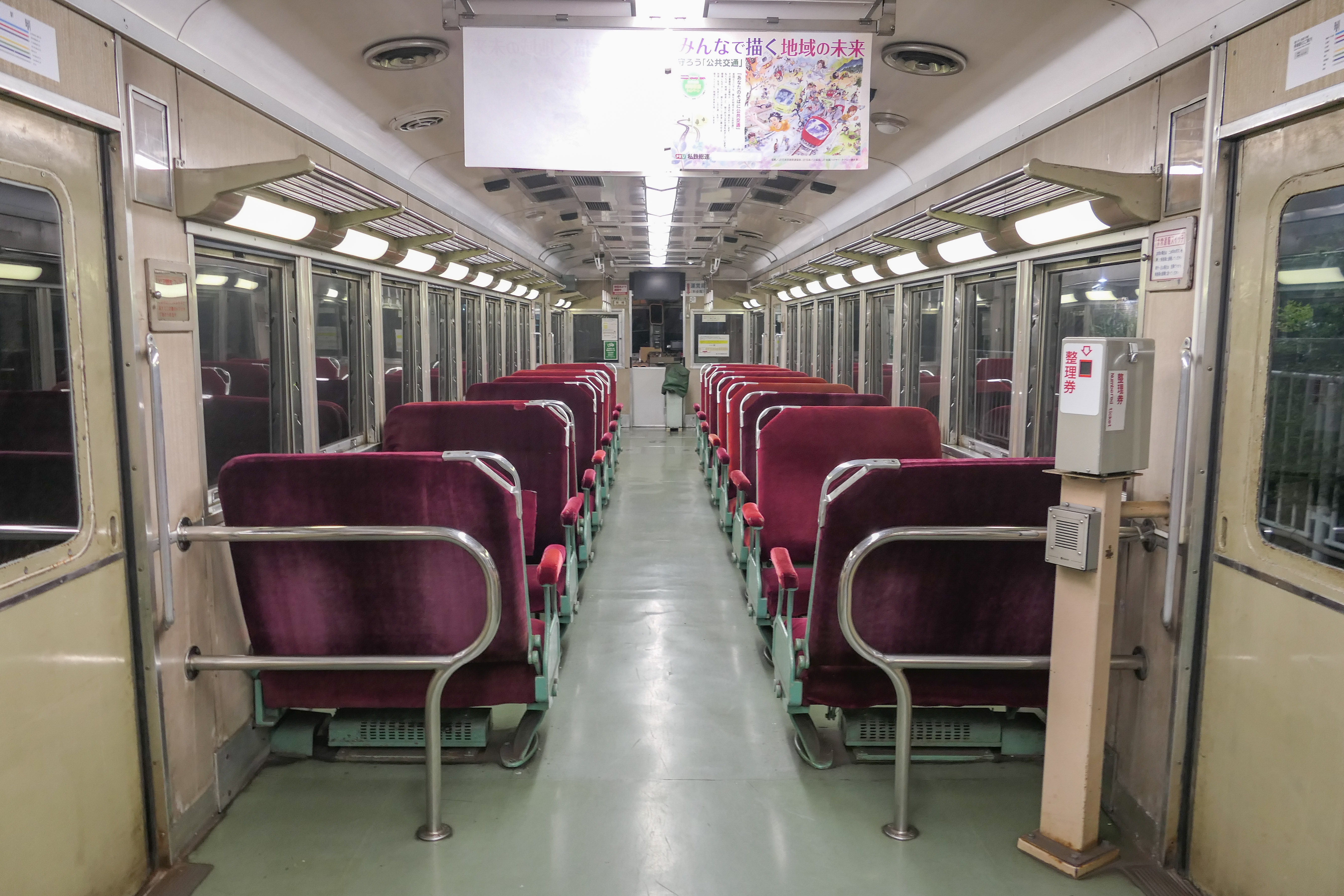
クロスシートの車内（大井川鐵道21000系）

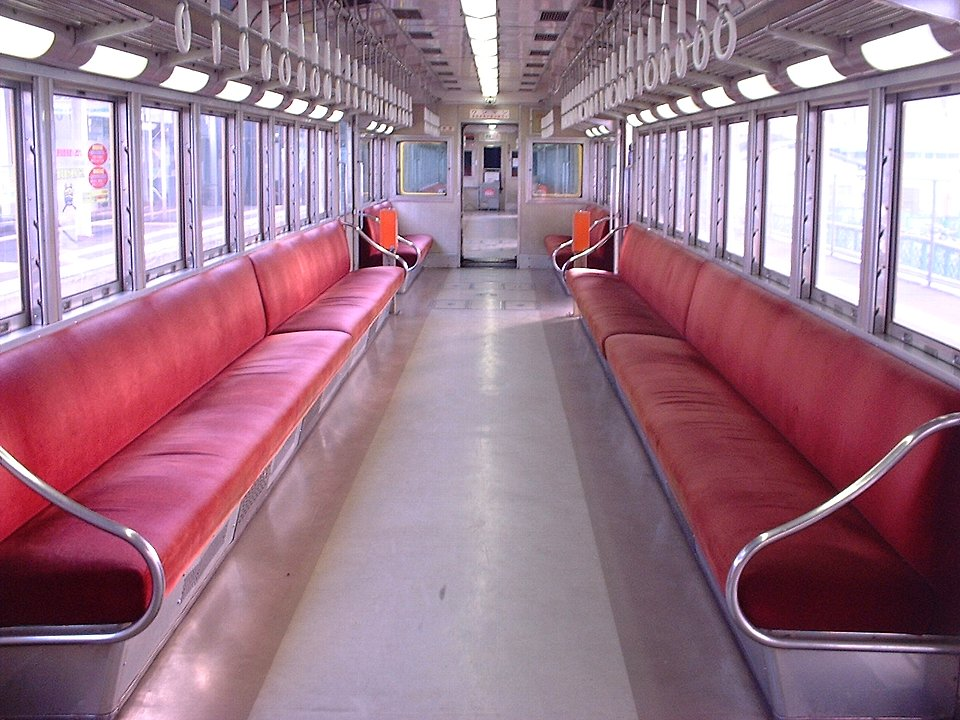
ロングシートの車内（一畑電気鉄道3000系）

車体は、11001系2次車以降の非貫通型（のちの初代1000系）を、同じ2扉でも17 mに短縮したスタイルの準張殻構造である。車体裾に丸みが付けられている事が示すとおり、その断面形状は張殻構造の原則に忠実に従って設計されており、「丸ズーム」という愛称もこれに由来する。この車体は旧型車の更新車である21201系で先行採用されている。
室内は、1962年（昭和37年）に新製された3次車の第4編成までは、11001系と同様の扉間転換クロスシートだったが、河内長野駅以北の平坦区間において、通勤利用客急増に伴う混雑が激しくなったことから、1963年（昭和38年）から1964年（昭和39年）にかけて新製された4・5次車は、オールロングシートの通勤対応仕様に変更された。1974年（昭和49年）に第3・4編成は、オールロングシートに改造されている。この際、第1・2編成はセミクロスシートのまま残されたが、これは前述のとおり臨時「こうや」として運用されることを考慮してのもので、冬期に実施されていた20000系の定期検査時や同系の故障時、夏期の特急増発時などに重宝された。
照明は蛍光灯1列に加えて座席荷棚下に伝統の読書灯が備えられており、これはロングシート車にも継承された。
3次車の第4編成からは、乗務員室側開き戸が客室側窓より高くなった。

### 主要機器
山岳区間に介在する、50 ‰の急勾配を自力走行するためには、最大の駆動力が要求され、全電動車方式を採用したこともさることながら、歯車比も12:83=1:6.92とし、当時としては、異例の高ギヤ比となった。その反面、平坦線では高速走行が要求され、モータの牽引力を低下させない目的で補償巻線を装備し、電機子の反作用を打ち消すことで整流を安定させている。これによって、通常は40%程度が限界の弱め界磁率を、25 %まで引き上げることが可能となった。架線電圧600 V時代は山岳区間では30 km/h走行、平坦線では100 km/h走行が可能であるが、1,500 V昇圧後は平坦線では性能が向上した。また、高ギヤ比を生かして起動加速度は3.1 km/h/s（初期車は3.5 km/h/S）、減速度は4.0 km/h/sとなっている。
主電動機は東洋電機製造製TDK-820-Bを装備し、駆動装置も同じく東洋電機が開発した中空軸平行カルダン駆動方式、制御器についても当初は東洋電機製ACD-10を採用した。主回路構成については故障の際を考慮し、各車に1台ずつ制御器を搭載して4個のモータを制御する1C4M制御方式を採用しており、全車に各1基パンタグラフが搭載されていた。また、3次車（21007編成）からは再ノッチ（再力行）ならびに制動開始時に起こるショックを極力緩和するための対策もなされている。これはもともと前年に登場した20000系で、磁気増幅器式スポッティングを付加した制御装置を採用して大成功を収めたことから、これを本系列にも波及させている。
運転室には山線スイッチを設置した。平坦区間では弱界磁2段、準山岳区間では弱界磁1段、山岳区間では全界磁に切替えて運転した。難波 - 河内長野間は平坦区間。河内長野（複線化後は三日市町） - 高野下間は準山岳区間。高野下 - 極楽橋間は山岳区間に相当する。
ブレーキシステムは当初より三菱電機製HSC-D電磁直通ブレーキで、制御器の発電制動機能と連動して動作する。また、手ブレーキも残されており、後年保安ブレーキが追加されるなど、急勾配線区で使用される事と過去の事故経験を生かしてブレーキ故障時の暴走事故を防ぐべく、二重三重の備えがなされていたことも特徴であった。
高野線では昭和初期以来、AUR系制御器による電力回生ブレーキが使用されていたが、本形式開発の時点では、変電所の整流器が回転変流器からシリコン整流器へ交換されており、余剰電力の吸収が出来なくなっていた。このため本形式では負荷となる列車が存在しない状況での確実な制動が期待できない（回生失効を招く）として、電力回生制動の搭載は見送られている。
台車は第1・2編成が住友金属製鋳鋼ウィングばね式台車のFS17、第3編成以降がこれにボルスタアンカーを追加して揺動の抑止を図ったFS17Aである。
本形式の電装品および台車は、あらかじめモハ1021形（電8形）1024に先行試作品が装備されて本線上で試験走行を繰り返し、実働データを収集の上で採用されており、複雑かつ高度なシステムにもかかわらず、当初より安定した性能を発揮した。
空気圧縮機は当時の南海では多車種に搭載されていたC-1000型を搭載していた。

## 改造工事

### 昇圧工事
1973年（昭和48年）に南海本線・高野線系統の架線電圧が直流600 Vから1,500 Vに昇圧されることが決定したため、以後も全車が継続して使用される本形式については、冷房化工事と併せて実施されることとなり、1972年（昭和47年）以降検査周期に合わせて近畿車輛で改造工事が実施された。
その内容は、これまでの1台の制御器で4個の主電動機をつかさどる1C4M方式をやめ、4連を2両単位でユニット化し1台の制御器で8個の主電動機をつかさどる1C8M方式に改めた。難波方の奇数車にはパンタグラフ・電動発電機・エアーコンプレッサーなどの補機を搭載し、極楽橋方の偶数車には22000系に搭載されているものと同じ日立製作所製MMC-LHTB-20D（1C8M制御）と、これまでの強制通風式に代えて自然通風式に変更されたリボン抵抗器を搭載した。また主電動機は偶数車と奇数車で高圧・低圧の直列つなぎとなるように主回路を構成し、制御器を搭載する高圧側の偶数車のみ絶縁を強化した昇圧対応設計のTDK-820-Eを装架していた22000系の奇数車の主電動機と交換した。ちょうどこのとき2両編成の増結用車両22000系を本形式と同数の32両を建造しており、22000系と仕様を揃えた上で、主電動機を両者で入れ替えることにより高価な主電動機を大改造したり新造品と換装する必要がなくなることでコスト増を回避するという、同数新造ならではの一石二鳥の巧妙な方策をとっている。ただし、TDK-820-Bと-Eでは絶縁強化の関係でブラシ部分の構造が異なっていたため、保守の便を考慮して-Bのブラシ支えを改造し、-E仕様のパーツを共用可能とした。なお冷房装置への給電用としても使用される電動発電機は75 kVA級の大容量モデルが採用された。外観で特徴的なのは自然通風式に変更されたリボン抵抗器で、22000系の物より大容量とされ、その機器箱は台車間のほぼ全長を使い切るほどの容積であったことが挙げられる。
冷房装置は日立製作所製の集中式冷房装置であるFTUR-550-206Dが採用された。これは同時期に南海線用の姉妹車である初代1000系が採用した三菱電機製CU-73と同等品であるが、調達先を分散させている。

### 連結器交換
1969年（昭和44年）10月に22000系が投入され、同年11月1日から河内長野駅（のちに三日市町駅→橋本駅）にて増解結が行われるようになり、それに合わせてモハ21001形奇数車において連結器をそれまでのNCB-IIから、60点式電気連結器CE-S747Fを付加したCSD-80廻り子式密着連結器への交換を順次行う。まず登場時からオールロングシートだった第5 - 8編成に対して実施された。
続いて1974年（昭和49年）にはセミクロスシートの第3編成、同年12月には同じく第4編成に対しても実施（この2編成に対しては同時にロングシート化も実施）され、そして1982年（昭和57年）8月にはセミクロスシートのまま残された第1編成、さらに翌1983年（昭和58年）2月には同じく第2編成に対しても実施されて、すべての奇数車における連結器交換を完了したが、逆に偶数車はNCB-IIのまま残された。
その後1990年（平成2年）に2000系が登場し、そちらの電気連結器は120点式のCE-S760を採用しており、点数および接点構成が異なるため、同年3月から4月にかけて22000系ともどもCE-S760に交換して、120点式に統一した。

## 淘汰後の動向

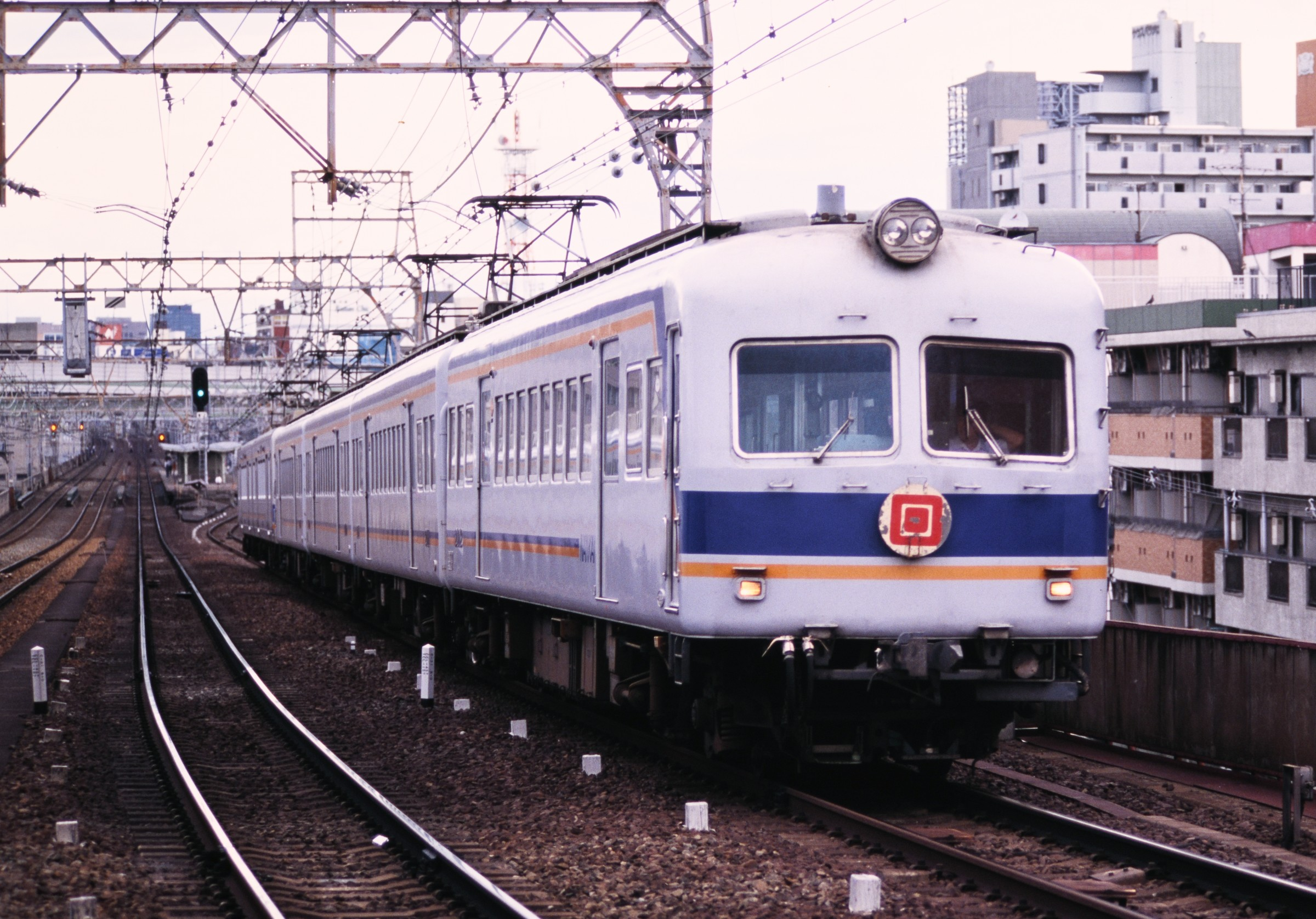
新塗装（1996年）2000系を併結

1990年（平成2年）より大運転用に久々の新型車両である2000系の新造・投入が始まり、これと1:1で置き換えるため本系列の淘汰が1993年（平成5年）から開始された。過渡期には2000系との併結も日常的に見られた。
最初に廃車となったのは最後まで残ったクロスシートの第1編成で2000系の第1陣である2031-2181・2032-2182の竣工と、入れ替わる形で運用を離脱し千代田車庫での長期休車期間を挟みそのまま廃車となった。以後は2000系の増備に合わせて本系列の淘汰と22000系の淘汰・支線転用が進んだが、1995年（平成7年）に余剰となった第2・3編成から中間車を抜いて2両に組成変更し連結器の交換(電連撤去)や、平坦線では不要となるズームカー機能をカットする措置を行うなどの小改造を施した上で多奈川線・和歌山港線へ転用された。これは支線区で長年使用されてきた南海最後の吊り掛け駆動車1521系の、老朽化が著しく進行して運用車両が不足するため本系列がその対象に選ばれた。この際に余剰となった中間車はそのまま廃車・解体されている。
最も、多奈川線・和歌山港線での運用期間はごく短期で1997年（平成9年）2月に転出車が他の残存車より一足先に廃車となり、高野線に残った車両も同年11月の第8編成充当のさよなら運転（1997年〈平成9年〉8月29日）を最後に、営業運用から外れ長きに渡り高野線の大運転を牽引してきた本系列はついにその役目を終えて全車廃車となった。

## 譲渡
廃車となった編成のうち、扉間転換クロスシート車であった第1・2編成の先頭車4両（モハ21001 - 21004）は大井川鉄道（現・大井川鐵道）に譲渡され同社21000系として、第3・5 - 7編成の先頭車8両（モハ21005・21006・21009 - 21014）は一畑電気鉄道（現・一畑電車）に譲渡され、同社3000系となった。譲渡車はいずれもワンマン運転化改造および連結面側のパンタグラフの撤去工事を受けている。

### 一畑電気鉄道3000系
一畑電気鉄道に譲渡された編成は、1997年（平成9年）2月に運行を開始した。2015年（平成27年）2月より後継の1000系に置き換えられる形で廃車が始まり、2017年（平成29年）1月22日のさよならイベントをもって運行を終了した。

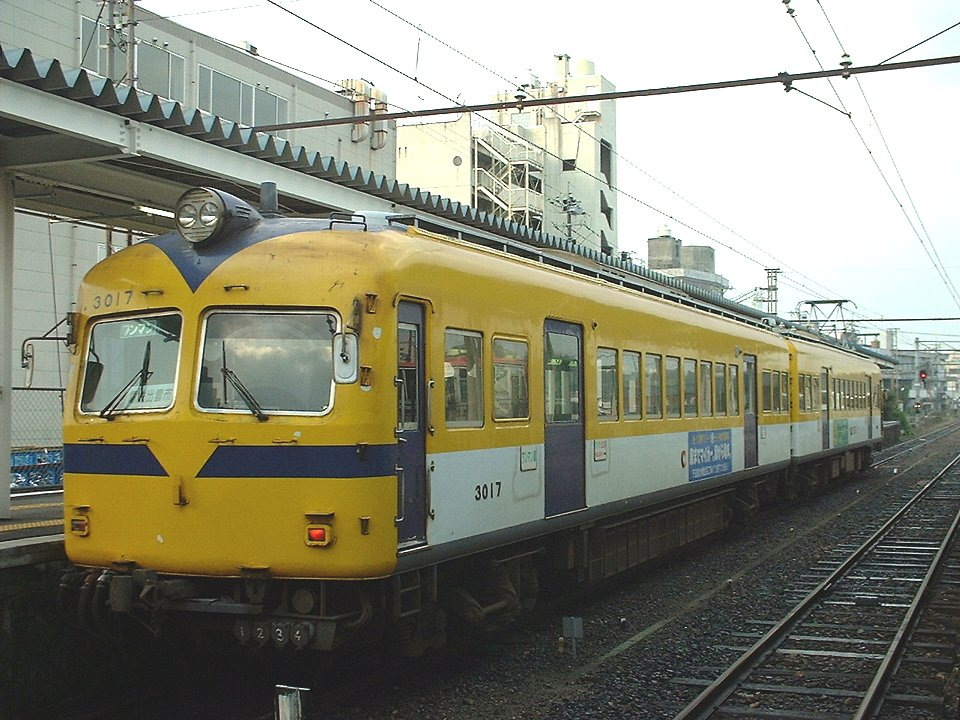
一畑電気鉄道3000系 （2003年3月）

### 大井川鐵道21000系
大井川鐵道に譲渡された車両のうち21001・21002は、譲渡前に休車状態で工場に保管されていた時期に50000系「ラピート」の塗装比較試験に使用されたため、譲渡に当たっては再塗装が必要となったが、この際大井川鐵道側の希望で緑の濃淡の旧塗装に戻された。追加譲渡された第2編成（21003・21004）もこれにならっている。譲渡の際には正面に六角型の行先標枠が設置されている。
21001・21002は1994年（平成6年）4月18日付でモハ21001・モハ21002として、21003・21004は1997年（平成9年）8月18日付でモハ21003・モハ21004としてそれぞれ竣工した。
2017年（平成29年）2月26日には、2編成を併結した4両編成で運転される貸切乗車ツアーが実施された（片側1編成は無動力）。この際に六角型行先標枠を撤去し丸型ヘッドマークを設置する改造を実施していた。また、同年9月には撤去されていた連結面側パンタグラフを再設置するなど、南海所属時代への復元の取り組みがなされている。

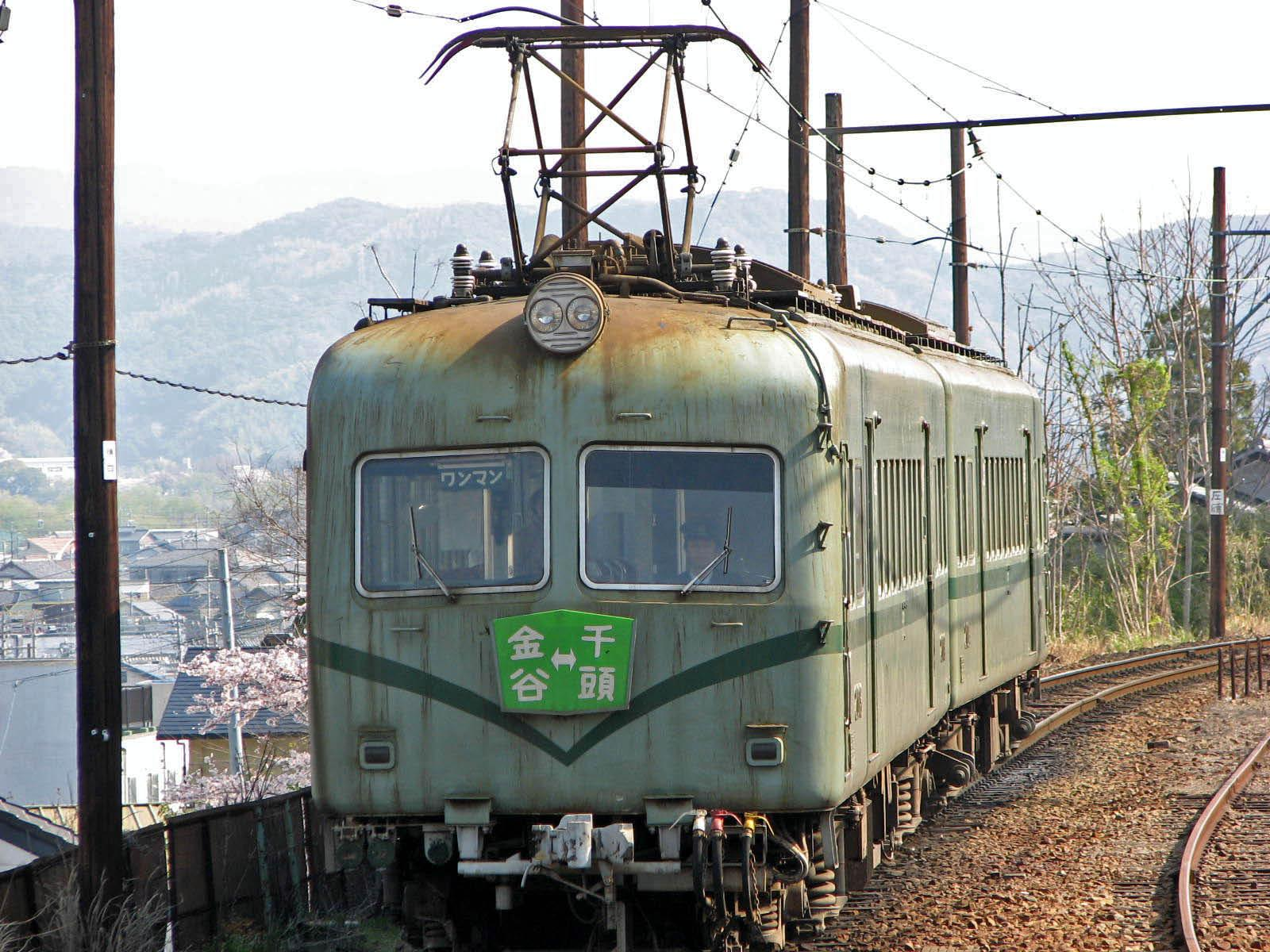
大井川鐵道21000系 （2008年5月）
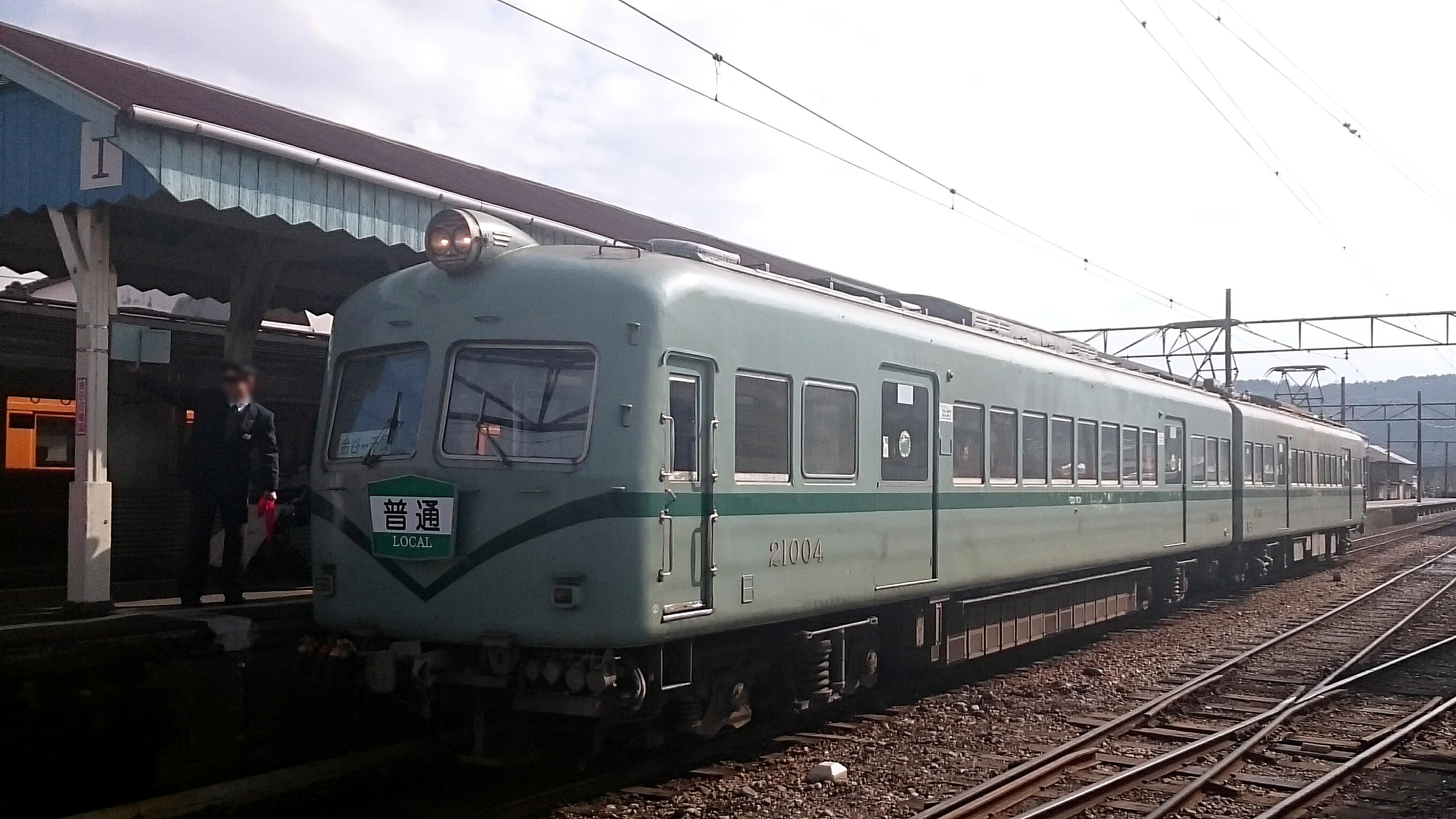
連結面側にパンタグラフを再設置した （2018年2月）

## 21201系

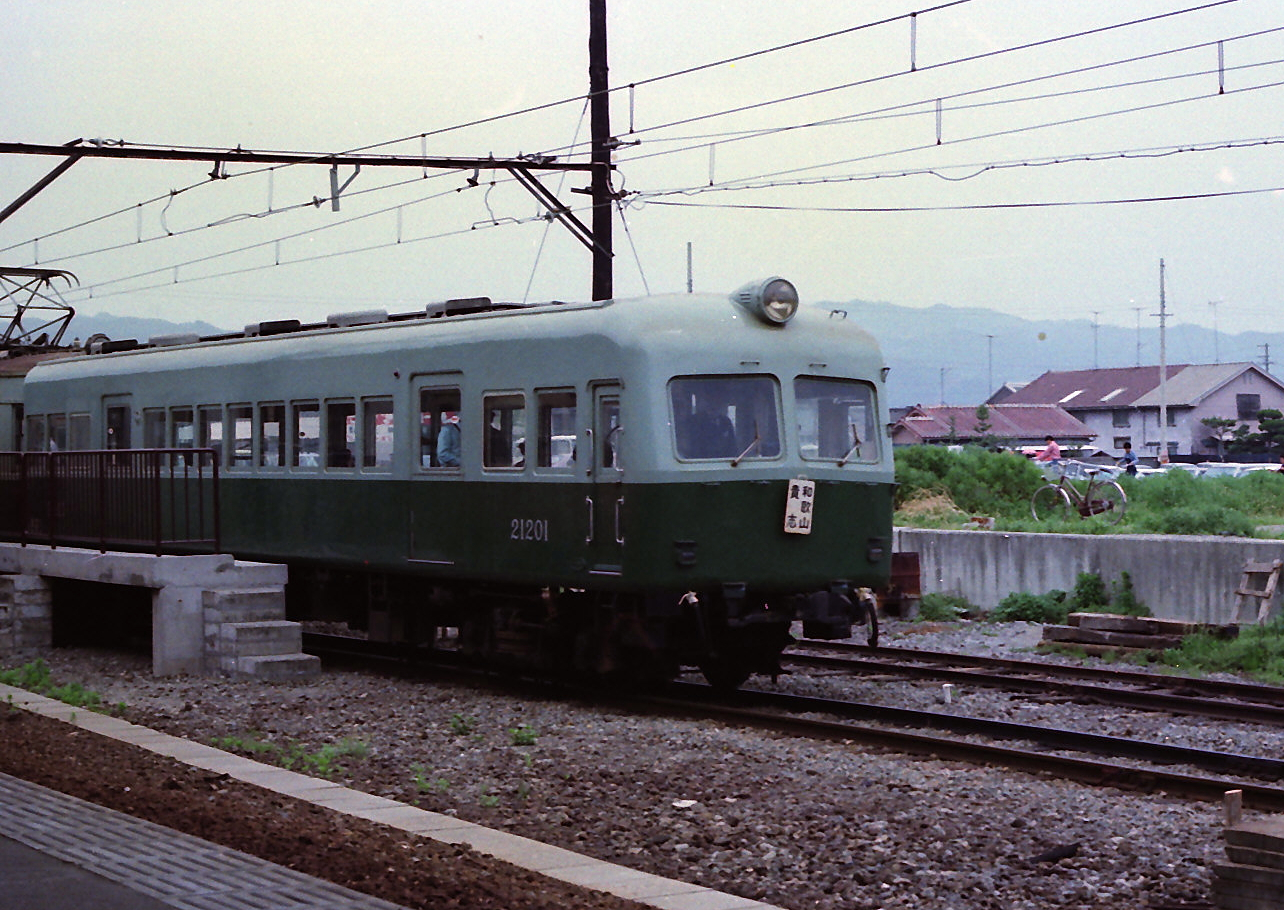
貴志川線 21201

### 概要
21000系登場前年の1957年（昭和32年）に、1956年（昭和31年）の紀伊神谷 - 紀伊細川間のトンネル火災事故で車体を焼失した旧型直通大運転車の機器を再用してモハ21201-モハ21203-サハ21801-モハ21202の4両編成1本が帝国車両で新製された。

### 車体
車体デザインは11001系第2次車に準ずる、いわゆる湘南型と呼ばれる前面2枚窓非貫通型の準張殻構造17m級軽量車体で、これは続いて新造された21001系にもそのまま継承された。もっとも、車内は扉間転換クロスシートとされ、新造当初は扇風機が未設置であったが後日追加設置された。

### 主要機器
主電動機は吊り掛け式の三菱電機MB-146-TF、制御器は回生制動機能を備えた電動カム軸制御器（抵抗制御）である東洋電機AUR-17T、台車は帯鋼組み立て式の釣り合い梁台車である汽車製造K-16（のちに空気ばね式の帝国車両TB-60へ交換）、という戦前以来の大運転用電力回生制動車そのままの仕様であったが、ブレーキのみはAMM自動空気ブレーキが採用されており、高野線系統では初の元空気溜管式自動空気ブレーキ装備車となった。なお、被災車が3両に対し製造数が4両で数が合わないが、これは当初3両編成前提で製造計画が進んでいたものの、途中で中間電動車の追加が求められ、天下茶屋工場在庫の予備部品を急遽かき集めて必要機器の確保が図られたためである。また、種車の関係で編成中の1両は付随車であった。

### 運用
本系列は大運転用としてAUR系制御器搭載のモハ1251形などと共通運用で運用された。1967年（昭和42年）にはロングシート化されている。旧型車の機器を再用したために昇圧工事が困難と判断され、21001系の昇圧工事期間中の代車としてフル活用されたのち、1973年（昭和48年）10月7日の高野線架線電圧の直流1,500 Vへの昇圧実施に伴い休車となった。
モハ1251形などの在来車のように廃車とならなかったのは、その新しい車体の廃棄を惜しんだためと考えられるが、結局電装品の交換による21001系編入は実施されず、本系列淘汰に伴う車両数の減少は22000系の増備で補われた。
こうして休車となった本系列4両のうち、中間車2両は早期に廃車され、解体処分となった。一方先頭車2両はその後も温存された。その中の1両、モハ21201は貴志川線での3両編成運転実施のために電装解除され、制御車クハ21201として転用改造された。この際に緑色の濃淡のツートンカラーに塗装変更されている。残るモハ21202は千代田工場新設時にクレーン試験車に充てられただけで再度走行する機会は得られず、1983年（昭和58年）3月29日付で廃車となった。
転用されたクハ21201は通学ラッシュ時の増結用として運用され、当時半鋼製車体の1201形で統一されていた貴志川線では、唯一の全金属車体を有する車両であった。
しかし、沿線の人口減少やマイカー普及で乗客が減少したことから3両運転は中止となり、クハ21201は1986年（昭和61年）8月29日に廃車された。廃車に際しては車体が新しいことを利用して、この車体を実際に衝突転覆障害の際に生じる車体破損の実証実験に用い、社内で使用する技術データの収集を行ったのち、解体となった。